# 아임 소 익사이티드
《아임 소 익사이티드》(스페인어: Los amantes pasajeros,, 영어: I'm So Excited)는 2013년 개봉한 스페인의 코미디 영화이다.

## 출연

### 주연
- 하비에 카마라
- 로라 두에나스

### 조연
- 페넬로페 크루즈
- 안토니오 반데라스
- 파즈 베가
- 블랑카 수아레즈
- 휴고 실바
- 코트 솔러
- 안토니오 데 라 토르레
- 미구엘 앙겔 실베스트르
- 카를로스 아레세스
- 라울 아레발로
- 안나 와게너

## 기타
- 프로듀서: 어구스틴 알모도바르
- 프로듀서: 에스더 가르시아
- 미술: 안손 고메즈
- 섭외: 루이스 산 나르시소